# Oh My Girl
Oh My Girl (em coreano: 오마이걸; romaniz.: Omaigeol; estilizado como OMG) é um grupo feminino sul-coreano formado pela WM Entertainment. O grupo é composto por seis integrantes: Hyojung, Mimi, YooA, Seunghee, Yubin e Arin. A formação original incluía JinE, que anunciou sua saída em outubro de 2017, e também Jiho, que anunciou sua saída em maio de 2022. Elas estrearam em 21 de abril de 2015 com o mini-álbum que leva o nome do grupo.

## Carreira

### 2015–2016: Estreia,CloserePink Ocean
Quando lançado Oh My Girl era o novo grupo da WM, as consideradas "irmãs mais novas" do B1A4. No final de março de 2015 muitas fotos e teasers em vídeos das membros e do grupo inteiro ficaram disponíveis online.
Em 7 de abril, a gravadora do grupo anunciou aos meios de comunicação que o primeiro mini-álbum do Oh My Girl seria lançado em 21 de abril de 2015, e o debut seria seguido por uma apresentação pública. As oito membros foram ao encontro de seu público, a fim de oferecer interpretações de seus títulos. A agência declarou: "foi confirmado o debut do Oh My Girl e data de lançamento do álbum. No site oficial e na conta do Instagram, vamos mostrar-lhe mais de Oh My Girl. Por favor, aguardem". Então, em 21 de abril, marcou a sua estreia oficial. Produzida por Shin Hyuk e a equipe Joombas Music Factory, "Cupid" é a faixa-título do seu primeiro mini-álbum com o título e nome do grupo. Escrito por Kim Ee Na (que trabalhou com IU e Brown Eyed Girls), a letra evoca os fãs e o público em geral a se apaixonarem pelo grupo. A primeira apresentação oficial como grupo ocorreu no programa musical The Show da MTV sul-coreana.
Em 11 de setembro, foi revelado que o após o sucesso do primeiro single o grupo iria retornar. Em 30 de setembro, foi confirmado que o Oh My Girl estaria de volta com seu segundo mini-álbum intitulado "Closer". E como consequência,um grupo internacional de compositores elaborou um single específico para o grupo. Assim, elas colaboraram com Sean Alexander (que escreveu o último álbum do Girls' Generation), Darren Smith, o guitarrista Andreas Oberg, a equipe de produção The Kennel e compositores Kim e Seo Ji Eana Eun.
A partir do final de setembro ao início de outubro, fotos e vídeos teasers foram postados para seu retorno.
Em 7 de outubro, a grupo fez o seu esperado retorno com o lançamento do mini-álbum "Closer" e o lançamento do MV da faixa principal com o mesmo nome. O grupo também tem sido elogiado por seus excelentes clipes cheios de efeitos visuais e suas inovadoras performances em diversos programas de televisão.
Em 28 de março de 2016, Oh My Girl fez seu retorno com seu novo mini-álbum intitulado Pink Ocean junto do vídeo musical da faixa principal Liar Liar. Em 26 de maio, Pink Ocean foi relançado como Windy Day acompanhado de três novas faixas Windy Day, Stupid in Love e uma versão chinesa para Liar Liar.
Em 1 de agosto, o grupo lançou um álbum especial de verão contendo regravações de 4 hits relacionados a estação, incluindo a regravação de Listen to My Word (A-ing) do grupo Papaya, que foi um hit em 2000 com a participação de Skull e Haha.
De 20 e 21 de agosto, o grupo realizou seu primeiro grande show com o título de Summer Fairytale no Blue Square Samsung, em Seul. Os ingressos ficaram disponíveis para compra em 22 de julho e foram todos vendidos em apenas três minutos, quebrando o recorde de concerto com venda mais rápida para um grupo rookie.
Em 25 de agosto, a WM Entertainment publicou o seguinte comunicado relacionado a integrante JinE, que segundo rumores, tinha desenvolvido um quadro de anorexia.
“JinE irá suspender a sua atividades como membro devido à suas condições de saúde. Em primeiro lugar, pedimos desculpas pela notícia repentina a todos os fãs que deram amor ao Oh My Girl e JinE. Ela mostra sinais de anorexia desde o debut e tem ido ao hospital para receber tratamento desde então. Depois de uma longa e profunda discussão com JinE, decidimos por uma pausa, como a saúde da nossa artista vem em primeiro lugar.
As 7 integrantes restantes continuarão os seus compromissos sem JinE, no entanto, vamos continuar a apoiá-la durante toda a sua pausa. Pedimos mais uma vez desculpas pela notícia repentina. Por favor, continuem seguindo o Oh My Girl.

### 2017:Coloring Booke saída de JinE
Em 13 de março de 2017, a WM Entertainment anunciou através do fancafe do grupo que elas estariam retornando em abril. No mesmo anúncio, também se confirmou que Jine ainda não estava em condições de retornar ao grupo e que seu tratamento avançava de forma satisfatória e que ela tem evoluído muito bem, e que tem dado suporte e pagando o mesmo. O novo mini-álbum intitulado Coloring Book e o MV da faixa-título foram lançados em 3 de abril.
Em 30 de outubro, a WM Entertainment confirmou que devido aos problemas de saúde contínuos, a integrante Jine estaria encerrando seu contrato com a empresa, deixando o grupo oficialmente.

### 2018:Secret Garden, primeiro troféu de show de música,Oh My Girl Banhana,LightstickeRemember Me
Em 23 de dezembro de 2017, WM Entertainment anunciou o retorno de Oh My Girl em 9 de janeiro, com seu quinto EP Secret Garden. Oh My Girl realizou um mini concerto intitulado "Oh My Girl's Secret Garden". Ingressos ficaram disponíveis para compra em 28 de Dezembro e foram esgotados em 2 minutos para 3.000 ingressos, provando sua popularidade por completamente esgotar o concerto desde o último ano. O concerto de 6 dias esgotado foi realizado entre 22 de Janeiro e 26 de Fevereiro no Shinsegae Mesa Hall em Seul, Coréia do Sul. Elas ganharam seu primeiro troféu de show de música no The Show em 23 de janeiro de 2018, com "Secret Garden". Consequentemente um dia depois, 24 de Janeiro de 2018, elas ganharam mais um prêmio no programa Show Champion.
Oh My Girl anúnciou o seu comeback para o dia 02 de Abril de 2018 com a unit Oh My Girl Banhana tendo seu MV lançado no mesmo dia com um conceito divertido.
Em junho, o grupo assinou um contrato de gravação com Ariola Japan, uma gravadora da Sony Music Japan. A sub=unit Banhana estreou em Agosto de 2018 com uma versão japonesa do EP Banana Allergy Monkey.
Em 2 de Agosto a WM Entertainment anunciou o LightStick oficial do grupo com o design de um cervo (referência a Secret Garden).
Em 24 de Agosto, a WM Entertainment confimmou que o grupo retornaria com um novo comeback coreano. O sexto EP de Oh My Girl, Remember Me foi lançado em 10 de Setembro, junto da sua faixa-título de mesmo nome.
O segundo concerto do grupo intitulado "Fall Fairy Tales" foi realizado em 20 e 21 de Outubro.

### 2019: Estreia no mercado japonês,The Fifth Season, segundo álbum japonês,Fall in Love eQueendom
Oh My Girl começou o ano com sua primeira turnê Japan Debut Commemoration Live Tour, entre 4 e 6 de Janeiro de 2019 em Fukuoka, Osaka e Tóquio. Em 9 de Janeiro, o grupo lançou seu álbum de estreia japonês, como um grupo completo. Oh My Girl Japan Debut Album estreiou na primeira posição no Oricon Albums Chart em 8 de Janeiro de 2019, vendendo 9.383 cópias físicas. O álbum tabelou na segunda posição no Oricon Weekly Album Chart e vendeu 15.910 unidades. Chegou ao topo das tabelas pra álbuns da Billboard Japan e vendeu 20.041 unidades, e chegou à quarta posição na Billboard Japan Hot Albums.
Em 20 de Abril, WM Entertainment confirmou o retorno do grupo por meio do fanmeeting deste. Oficialmente, retornaria em 8 de Maio com um álbum de estúdio. Em 8 de maio, o grupo lançou seu primeiro álbum de estúdio coreano, The Fifth Season, junto de seu single principal, "The Fifth Season (SSFWL)".
Em 4 de Julho, Oh My Girl lançou seu segundo álbum japonês, intitulado Oh My Girl Japan 2nd Album. Em 30 de Julho, foi confirmado pela WM Entertainment de que o grupo voltaria em 5 de Agosto com um álbum especial de verão. O Álbum Bungee (Fall In Love), uma reimpressão de seu primeiro álbum, The Fifth Season, foi lançado em 5 de Agosto junto de um vídeo musical para o single principal "Bungee (Fall In Love)".
Em Agosto de 2019, foi confirmado de que Oh My Girl estaria participando no programa de televisão Queendom. No primeiro round, elas apresentaram-se com"Secret Garden" e terminaram em terceiro lugar. Então no segundo round o grupo fez um cover de "Destiny" de Lovelyz, terminando em primeiro lugar. Este cover foi mais tarde lançado como single em 20 de Setembro de 2019. No terceiro round o grupo apresentou um remix de sua canção, "Twilight", terminando em primeiro lugar novamente. Este também foi lançado como single. Em 25 de Outubro de 2019, Oh My Girl lançou um single chamado "Guerilla" como parte do final do programa. No episódio final, terminaram no segundo lugar em geral.

### 2020:Eternally,Nonstope sucesso comercial
Em 1 de Outubro de 2019, Oh My Girl anunciou em seu website japonês de que lançariam seu terceiro álbum japonês Eternally em 8 de Janeiro de 2020. Então, em 30 de Outubro de 2019, a versão japonesa de Bungee foi lançada para significar o primeiro single de Eternally. Em Novembro, o grupo revelou a lista de faixas para Eternally, mostrando que o álbum consistiria de 4 novas músicas japonesas, Eternally, Precious Moment, Fly to the Sky, e Polaris. Junto delas, foi dito que o álbum teria o single do final de Queendom, Guerilla. Como nos últimos dois álbuns japoneses, Oh My Girl deixou que os fãclubes japoneses decidissem as faixas remanescentes no álbum, baseado em suas popularidades. Em 25 de Dezembro de 2019, o grupo lançou o álbum, Eternally, digitalmente em plataformas de músicas mundialmente, 2 semanas a frente do lançamento físico em 8 de Janeiro de 2020.
Em 13 de abril de 2020, a WM Entertainment confirmou que o Oh My Girl faria um retorno como um grupo completo em 27 de abril, com Jiho retornando de seu hiato. Subsequentemente, o grupo lançou um teaser anunciando que seu retorno seria com seu sétimo EP Nonstop com um conceito temático de jogo. O EP e o videoclipe para o single principal "Nonstop" foram lançados em 27 de Abril. Tanto o single quanto a b-side "Dolphin" se tornaram os lançamentos de maior sucesso do grupo na época, chegando ao segundo e nono lugares no Gaon Digital Chart semanal, respectivamente.

### 2021:Dear OhMyGirl, Real LoveeOh My Girl Best
Em 16 de abril de 2021, a WM Entertainment confirmou que Oh My Girl retornaria com um novo álbum no início de maio.  Em 10 de maio, o EP Dear OhMyGirl foi lançado, juntamente do single principal "Dun Dun Dance". O single alcançou o topo do Gaon Digital Chart, tornando-se o primeiro lançamento do grupo a atingir essa posição na parada.
Em 14 de julho, Oh My Girl anunciou seu segundo single japonês "Dun Dun Dance Japanese ver.", cujo foi lançado em 22 de setembro.
Em 23 de dezembro, Oh My Girl lançou o single promocional "Shark" pela Universe Music para o aplicativo Universe.
Em 19 de janeiro de 2022, a WM Entertainment anunciou que Binnie havia mudado seu nome artístico para Yubin.
Em 24 de fevereiro, Oh My Girl anunciou que lançaria seu álbum de compilação japonês, Oh My Girl Best, em 30 de março.
Em 7 de março, a WM Entertainment anunciou que Oh My Girl iria lançar seu segundo álbum de estúdio coreano. O álbum Real Love foi então lançado em 28 de março, juntamente do single de mesmo nome.

## Integrantes
- Hyojung (hangul: 효정), nascida Choi Hyo-jung (hangul: 최효정) em 28 de julho de 1994 (30 anos) em Anyang, Gyeonggi, Coreia do Sul. É a líder e a vocalista principal do grupo. Faz parte da vocal line.

- Mimi (hangul: 미미), nascida Kim Mi-hyun (hangul: 김미현) em 01 de maio de 1995 (29 anos) em Jeju, Coreia do Sul. É a rapper principal e dançarina principal do grupo. Faz parte da rap line e da dance line do grupo.
- YooA (hangul: 유아), nascida Yoo Shi-ah (hangul: 유시아) em 17 de setembro de 1995 (29 anos) em Seul, Coreia do Sul. É o centro, vocalista líder, e dançarina principal do grupo. Faz parte da vocal line e da  do grupo.
- Seunghee (hangul: 승희), nascida Hyun Seung-hee (hangul: 현승희) em 25 de janeiro de 1996 (29 anos) em Chuncheon, Gangwon, Coreia do Sul. É a vocalista principal do grupo. Faz parte da vocal line do grupo.
- Yubin (hangul: 유빈), nascida Bae Yoo-bin (hangul: 배유빈) em 09 de setembro de 1997 (27 anos) em Chuncheon, Gangwon, Coreia do Sul. É vocalista do grupo. Faz parte da vocal line do grupo.
- Arin (hangul: 아린), nascida Choi Ye-won (hangul: 최예원) em 18 de junho de 1999 (25 anos) em Busan, Coreia do Sul. É a dançarina líder, visual e maknae do grupo. Faz parte da dance line do grupo.

### Ex-integrantes
- JinE (hangul: 진이), nascida Shin Hye-jin (hangul: 신혜진) em 22 de janeiro de 1995 (30 anos) em Pohang, Gyeongsang do Norte, Coreia do Sul.
- Jiho (hangul: 지호), nascida Kim Ji-ho (hangul: 김지호) em 04 de abril de 1997 (27 anos) em Okcheon, Chungcheong do Norte, Coreia do Sul. Foi a vocalista líder e dançarina líder do grupo. Fez parte da vocal line e da dance line do grupo.

### Sub-unidades
- Oh My Girl Banhana (em coreano: 오마이걸 반하나; romaniz.: Omaigeol Banhana) – Hyojung, Yubin, Arin

## Discografia

### Álbuns coreanos
- The Fifth Season (2019)
- Real Love (2022)

### Álbuns japoneses
- Oh My Girl Japan Debut Album (2019)
- Oh My Girl Japan 2nd Album (2019)
- Eternally (2020)

## Filmografia

### Televisão
- Oh My Girl Cast (MBC Music, 2015)
- Found You! Oh My Girl  (Naver, 2016)
- Oh My Girl Miracle Expedition (HeyoTV, 2018)
- Queendom (Mnet, 2019)

## Concertos e Turnês

### Concertos principais
- Oh My Girl 1st Concert "Summer Fairy Tales" (2016)
- Oh My Girl's Secret Garden (2018)
- Oh My Girl 1st Fan Concert in Asia (2018)
- Oh My Girl 2nd Concert "Fall Fairy Tales" (2018)

#### Oh My Girl 1st Concert "Summer Fairy Tales" (2016)
| Data                 | Cidade | País          | Local                         |
| -------------------- | ------ | ------------- | ----------------------------- |
| 20 de Agosto de 2016 | Seul   | Coreia do Sul | Blue Square Samsung Card Hall |
| 21 de Agosto de 2016 | Seul   | Coreia do Sul | Blue Square Samsung Card Hall |

#### Oh My Girl's Secret Garden (2018)
| Data                    | Cidade | País          | Local               | Público |
| ----------------------- | ------ | ------------- | ------------------- | ------- |
| 22 de Janeiro de 2018   | Seul   | Coreia do Sul | Shinsegae Mesa Hall | 3,000   |
| 29 de Janeiro de 2018   | Seul   | Coreia do Sul | Shinsegae Mesa Hall | 3,000   |
| 5 de Fevereiro de 2018  | Seul   | Coreia do Sul | Shinsegae Mesa Hall | 3,000   |
| 12 de Fevereiro de 2018 | Seul   | Coreia do Sul | Shinsegae Mesa Hall | 3,000   |
| 19 de Fevereiro de 2018 | Seul   | Coreia do Sul | Shinsegae Mesa Hall | 3,000   |
| 26 de Fevereiro de 2018 | Seul   | Coreia do Sul | Shinsegae Mesa Hall | 3,000   |

#### Oh My Girl 1st Fan Concert in Asia (2018)
| Data               | Cidade    | País               | Local                 |
| ------------------ | --------- | ------------------ | --------------------- |
| 5 de Maio de 2018  | Singapura | Singapura          | Resorts World Theatre |
| 26 de Maio de 2018 | Hong Kong | Hong Kong          | Music Zone @ E-Max    |
| 2 de Junho de 2018 | Taipei    | República da China | Westar Taipei         |

#### Oh My Girl 2nd Concert "Fall Fairy Tales" (2018)
| Data                  | Cidade | País          | Local                    |
| --------------------- | ------ | ------------- | ------------------------ |
| 20 de Outubro de 2018 | Seul   | Coreia do Sul | Blue Square iMarket Hall |
| 21 de Outubro de 2018 | Seul   | Coreia do Sul | Blue Square iMarket Hall |

### Turnês principais
- Oh My Girl Japan Debut Commemoration Live Tour (2019)
- Oh My Girl 1st U.S. Tour (2019)
- Oh My Girl 1st Tour in Brazil (2019)
- Oh My Girl Zepp Live Tour "Starlight" (2019–2020)

#### Oh My Girl Japan Debut Commemoration Live Tour (2019)
| Data                 | Cidade  | País  | Local               |
| -------------------- | ------- | ----- | ------------------- |
| 4 de Janeiro de 2019 | Fukuoka | Japão | Tsukushi Kaikan     |
| 5 de Janeiro de 2019 | Osaka   | Japão | Matsushita IMP Hall |
| 6 de Janeiro de 2019 | Tóquio  | Japão | Nippon Seinenkan    |

#### Oh My Girl 1st U.S. Tour (2019)
| Data                  | Cidade   | País           | Local                |
| --------------------- | -------- | -------------- | -------------------- |
| 18 de Janeiro de 2019 | Atlanta  | Estados Unidos | Center Stage Theater |
| 20 de Janeiro de 2019 | Chicago  | Estados Unidos | Park West Theater    |
| 22 de Janeiro de 2019 | Houston  | Estados Unidos | Stereo Live Houston  |
| 26 de Janeiro de 2019 | Indio    | Estados Unidos | Fantasy Springs      |
| 27 de Janeiro de 2019 | San Jose | Estados Unidos | Montgomery Theatre   |

#### Oh My Girl 1st Tour in Brazil (2019)
| Data                   | Cidade         | País   | Local                   |
| ---------------------- | -------------- | ------ | ----------------------- |
| 29 de Janeiro de 2019  | Rio de Janeiro | Brasil | Teatro Dercy Gonçalves  |
| 30 de Janeiro de 2019  | Porto Alegre   | Brasil | Auditório Elizabeth Lee |
| 31 de Janeiro de 2019  | Curitiba       | Brasil | Teatro da FEP           |
| 3 de Fevereiro de 2019 | São Paulo      | Brasil | Tropical Butantã        |
| 3 de Fevereiro de 2019 | São Paulo      | Brasil | Teatro UMC              |

#### Oh My Girl Zepp Live Tour "Starlight" (2019–2020)
| Data                  | Cidade  | País  | Local              |
| --------------------- | ------- | ----- | ------------------ |
| 24 de Outubro de 2019 | Osaka   | Japão | Zepp Osaka Bayside |
| 25 de Outubro de 2019 | Fukuoka | Japão | Zepp Fukuoka       |
| 27 de Outubro de 2019 | Tóquio  | Japão | Zepp Tokyo         |
| 4 de Janeiro de 2020  | Osaka   | Japão | Zepp Namba         |
| 5 de Janeiro de 2020  | Tóquio  | Japão | Toyosu PIT         |

### Showcase
- Oh My Girl Banhana Japan Debut Showcase Live (2018)[79]

## Prêmios e indicações

### Asia Artist Awards
| Ano  | Categoria  | Recipiente                             | Resultado |
| ---- | ---------- | -------------------------------------- | --------- |
| 2016 | Oh My Girl | Most Popular Artists (Singer) - Top 50 | 44th      |
| 2019 | Oh My Girl | Starnews Popularity Award              | Indicado  |

### Brand of the Year Awards
| Ano  | Categoria  | Recipiente              | Resultado |
| ---- | ---------- | ----------------------- | --------- |
| 2019 | Oh My Girl | Female Idol of the Year | Venceu    |

### Gaon Chart K-Pop Awards
| Ano  | Categoria  | Recipiente             | Resultado |
| ---- | ---------- | ---------------------- | --------- |
| 2016 | Oh My Girl | New Artist of the Year | Indicado  |

### Genie Music Awards
| Ano  | Categoria  | Recipiente                     | Resultado |
| ---- | ---------- | ------------------------------ | --------- |
| 2019 | Oh My Girl | The Top Artist                 | Indicado  |
| 2019 | Oh My Girl | The Performing Artist (Female) | Indicado  |
| 2019 | Oh My Girl | Genie Music Popularity Award   | Indicado  |
| 2019 | Oh My Girl | Global Popularity Award        | Indicado  |

### Golden Disc Awards
| Ano  | Categoria  | Recipiente              | Resultado |
| ---- | ---------- | ----------------------- | --------- |
| 2016 | Oh My Girl | Best New Artist         | Indicado  |
| 2016 | Oh My Girl | Popularity Award        | Indicado  |
| 2016 | Oh My Girl | Global Popularity Award | Indicado  |

### Korea First Brand Awards
| Ano  | Categoria  | Recipiente  | Resultado |
| ---- | ---------- | ----------- | --------- |
| 2020 | Oh My Girl | Female Idol | Venceu    |

### Korea Popular Music Awards
| Ano  | Categoria  | Recipiente         | Resultado |
| ---- | ---------- | ------------------ | --------- |
| 2018 | Oh My Girl | Artist of the Year | Indicado  |
| 2018 | Oh My Girl | Bonsang Award      | Venceu    |

### Melon Music Awards
| Ano  | Categoria  | Recipiente      | Resultado |
| ---- | ---------- | --------------- | --------- |
| 2015 | Oh My Girl | Best New Artist | Indicado  |

### Mnet Asian Music Awards
| Ano  | Categoria       | Recipiente                            | Resultado |
| ---- | --------------- | ------------------------------------- | --------- |
| 2015 | Oh My Girl      | Best New Female Artist                | Indicado  |
| 2015 | Oh My Girl      | Artist of the Year                    | Indicado  |
| 2018 | "Secret Garden" | Best Dance Performance (Female Group) | Indicado  |
| 2018 | "Secret Garden" | Song of the Year                      | Indicado  |

### Seoul Music Awards
| Ano  | Categoria  | Recipiente           | Resultado |
| ---- | ---------- | -------------------- | --------- |
| 2016 | Oh My Girl | Bonsang Award        | Indicado  |
| 2016 | Oh My Girl | New Artist Award     | Indicado  |
| 2016 | Oh My Girl | Popularity Award     | Indicado  |
| 2016 | Oh My Girl | Hallyu Special Award | Indicado  |
| 2017 | Oh My Girl | Bonsang Award        | Indicado  |
| 2017 | Oh My Girl | Popularity Award     | Indicado  |
| 2017 | Oh My Girl | Hallyu Special Award | Indicado  |
| 2019 | Oh My Girl | Bonsang Award        | Indicado  |
| 2019 | Oh My Girl | Popularity Award     | Indicado  |
| 2019 | Oh My Girl | Hallyu Special Award | Indicado  |
| 2020 | Oh My Girl | Bonsang Award        | Pendente  |
| 2020 | Oh My Girl | Popularity Award     | Pendente  |
| 2020 | Oh My Girl | Hallyu Special Award | Pendente  |

### Soribada Best K-Music Awards
| Ano  | Categoria  | Recipiente                 | Resultado |
| ---- | ---------- | -------------------------- | --------- |
| 2018 | Oh My Girl | Bonsang Award              | Indicado  |
| 2018 | Oh My Girl | Popularity Award (Female)  | Indicado  |
| 2018 | Oh My Girl | Global Fandom Award        | Indicado  |
| 2019 | Oh My Girl | Bonsang Award              | Indicado  |
| 2019 | Oh My Girl | New Korean Wave Icon Award | Venceu    |
| 2019 | Oh My Girl | Popularity Award (Female)  | Indicado  |

### SBS Power FMCultwo ShowAwards
| Ano  | Categoria  | Recipiente               | Resultado |
| ---- | ---------- | ------------------------ | --------- |
| 2015 | Oh My Girl | Best New Artist (Female) | Venceu    |